# پیر ژانره
پیر ژانره (انگلیسی: Pierre Jeanneret; ۲۲ مارس ۱۸۹۶ – ۴ دسامبر ۱۹۶۷) معمار اهل سوئیس بود. او به خاطر فعالیتش در زمینهٔ معماری مدرن شناخته شده‌است. او تحت تأثیر پسر عمویش، لو کوربوزیه بود و به مدّت بیست سال با او همکاری می‌کرد.
تعداد زیادی ویلا و خانه حاصل کار او و لو کوربوزیه است. همکاری آن دو زمانی که پیر به مقاومت فرانسه پیوست ولی لو کوربوزیه این کار را نکرد به پایان رسید. پس از جنگ آن دو باری دیگر در پروژه‌های شهر چندی‌گر در هندوستان با هم همکاری کردند.

## مبلمان
ژانرت علاوه بر ساختمان ها، مبلمان را هم به طور مستقل و هم با لوکوربوزیه طراحی کرد. او طراحی مینیمالیستی را آزمایش کرد، از جمله صندلی که نیازی به بست نداشت.